# براندون جيبسون
براندون جيبسون (بالإنجليزية: Brandon Gibson)‏ هو لاعب كرة قدم أمريكية أمريكي، ولد في 13 أغسطس 1987 في ألمانيا الغربية.

## وصلات خارجية
- براندون جيبسون على موقع إي إس بي إن.كوم (أن.أف.أل)3
- براندون جيبسون على موقع مرجع كرة القدم المحترفة.كوم (الإنجليزية)